# Межа (фільм)
«Межа» (словац. Čiara, англ. The Line) робоча назва Шенгенська історія (англ. Schengen Story)  — копродукційна українсько-словацька стрічка режисера Петера Беб'яка про контрабанду на кордоні між Україною та Словаччиною. Світова прем'єра стрічки відбулася 3 липня 2017 році на 52-му Міжнародному кінофестивалі у Карлових Варах, де вона брала участь в конкурсній програмі та здобула Приз за найкращу режисерську роботу.
У широкий український прокат стрічка вийшла 16 листопада 2017 року.

## Сюжет
Літо 2007 року. Вже за кілька місяців Словаччина вступить до Шенгену, тож триває робота над посиленням українсько-словацького кордону. Адам Крайняк — батько сімейства, і за сумісництвом голова злочинного угрупування, що займається контрабандою цигарок на прикордонній території між Україною та Словаччиною. Невдала спроба перевезти чергову цигаркову контрабанду спричиняє цілу низку неочікуваних наслідків, що змусять Адама засумніватися у тому які саме межі він готовий перетнути, аби все виправити.

## У ролях
| Актор              | Роль                  | Опис ролі                                 |
| ------------------ | --------------------- | ----------------------------------------- |
| Євген Лібезнюк     | Йона Дацей            | права рука Адама                          |
| Макар Тихомиров    | Лука Дацей            | син Йони                                  |
| Станіслав Боклан   | Крулл                 | український мафіозі                       |
| Олександр Піскунов | Івор                  | контрабандист з банди Адама та його зять  |
| Римма Зюбіна       | Ганна Дацей           | жінка Йони                                |
| Володимир Геляс    | Сакраменто            | циган, контрабандист з банди Адама        |
| Томаш Машталір     | Адам Крайняк          | керманич словацької банди контрабандистів |
| Ємілія Вашаріова   | Анна Крайнякова       | мати Адама                                |
| Зюзана Фіалова     | Александра Крайнякова | жінка Адама                               |
| Крістіна Канатова  | Люція Крайнякова      | дочка Адама                               |
| Андрей Гриц        | Петер Бернард         | капітан прикордонної поліції              |
| Філіп Канковскі    | Віктор                | контрабандист з банди Адама               |
| Мілан Мікульчик    | Гого                  | контрабандист з банди Адама               |

## Кошторис
Загальний кошторис фільму €1.3 млн (₴36,7 млн). Фільм знімався за підтримки Держкіно України, словацького суспільного телеканалу RTVS та Словацького Аудіовізуального Фонду. У 2016 році фільм виграв дев'ятий пітчинг Держкіно з оцінкою 41.33 бали.
Загалом державні установи України та Словаччини профінансували більше 90% кошторису фільму. Так, Держкіно профінансувало ~18% кошторису або ₴7,0 млн / €230 тис. (з €1.3 млн), RTVS профінансувало ~18% кошторису або €237 тис. (з €1.3 млн) а Словацький Аудіовізуальний Фонд профінасував ~55% кошторису або €709 тис. (з €1.3 млн)

## Виробництво
Фільм вироблено словацькою кінокомпанією Wandal Production. У спів-виробництві брали участь кінокомпанії GIMG (Україна) а також RTVS та HomeMedia Production (Словаччина).

### Фільмування
Фільмування проходило на словацько-чеському кордоні, а також на території України, Словаччини та Чехії.

### Саундтрек
У фільмі звучить відома словацько-українсько-польська народна пісня «Гей, соколи», яку переспівав популярний словацький гурт IMT Smile за участю Ондрея Кандрача. Україномовну версію пісні «Гей, соколи», під глибоким враженням від фільму, також виконав Олег Скрипка однак ця версія не увійшла до саундтреку фільму. Крім того у фільмі також звучить найвідоміша інструментальна композиція «Шо з-под дуба» українського етно-гурту «ДахаБраха».

## Реліз
14 вересня 2017 року вийшов офіційний трейлер фільму «Межа», де репліки словацькою дубльовані українською.

### Кінопрокат
Світова прем'єра стрічки відбулася 3 липня 2017 році на 52-му Міжнародному кінофестивалі у Карлових Варах, де вона брала участь в конкурсній програмі та здобула Приз за найкращу режисерську роботу.
В Україні прем'єра фестивальної версії стрічки «Межа», де репліки словацькою не було дубльовано українською, відбулася на закритому показі в Одесі на ОМКФ 21 липня 2017 року, та в Ужгороді в залі кінотеатру «Доміон», 29 серпня 2017 року.
Прем'єра української кінопрокатної версії стрічки, де репліки словацькою було дубльовано українською, вперше відбулася 22 жовтня 2017 року в рамках прологу КМКФ Молодість. Пролог. З 10 по 16 листопада 2017 року відбулися допрем'єрні покази української кінопрокатної версії фільму у кінотеатрах Тернополя, Львова, Києва, Дніпра, Запоріжжя та Одеси. У широкий український прокат українська кінопрокатна версія стрічка вийшла 16 листопада 2017 року.
Після закінчення широкого українського прокату, який тривав 3 тижні, продюсер стрічки Андрій Єрмак залишився незадоволеним його результатами та звинуватив українського дистриб'ютора стрічки компанію UFD у неефективному просуванню стрічки на український ринок. У компанії UFD звинувачення назвали хибними, а за словами директора UFD Андрія Дяченка, фільм «Межа» мав комерційний успіх лише Словаччині, але не в Україні, оскільки знімався він саме для словацької аудиторії. Згодом Єрмак повідомив, що він, в обхід дистриб'ютора, почав домовлятися з кінотеатрами напряму й відповідно у грудні 2017 — січні 2018 стрічку повторно показували кінотеатри різних міст України.

### Домашнє відео та телебачення
6 грудня 2017 року у Словаччині вийшов DVD фільму від компанії BontonFilm, з оригінальною словацько-українською аудіо доріжкою та словацькими (звичайними та для людей з вадами слуху), чеськими та англійськими субтитрами. Наприкінці грудня 2017 року фільм також став доступним на всіх популярних VOD-платформах Словаччини, включно з iTunes Store, з оригінальною словацько-українською аудіо доріжкою та чеськими й англійськими субтитрами.
Телевізійна прем'єра оригінальної версії фільму з словацько-українською аудіодоріжкою у Словаччині відбулося на словацькому суспільному телеканалі RTVS 4 листопада 2018 року. Телевізійна прем'єра версії фільму з українською дубльованою аудіодоріжкою в Україні відбулося на українському телеканалі ICTV 22 лютого 2020 року.

## Касові збори

### Словаччина
Фільм став найкасовішим словацьким фільмом за всю історію словацького кінопрокату. Широкий прокат стрічки у Словаччині розпочався 27 липня 2017 року, і за 14 тижнів стрічка зібрала у словацькому прокаті €1.74 мільйона ($2.06 мільйона).

### Чехія
26 жовтня 2017 року почався прокат фільму у Чехії. За три тижні прокату Межа зібрала в країні $68 тисяч.

### Україна
16 листопада 2017 року почався прокат фільму в Україні. Стрічка протрималася в українському прокаті 3 тижні і станом на 3 грудня, за три тижні прокату в Україні, загальні касові збори склали 1,3 млн гривень.

## Відгуки кінокритиків
Стрічка отримала стримано-позитивні відгуки від українських кінокритиків.

## Нагороди та номінації

### Номінація на «Оскар»
20 вересня 2017 року Словацький Оскарівський Комітет обрав фільм «Межа» як фільм-претендент від Словаччини на ювілейну 90-ту церемонію вручення кінопремії «Оскар» Американської академії кінематографічних мистецтв і наук у категорії «Найкращий фільм іноземною мовою».
За словами продюсера стрічки Андрія Єрмака, фільм запрошено на майже 50 світових кінофестивалів. Цікаво, що у більшості кінофестивалів фільм було представлено як україно-словацька копродукція хоча були й деякі винятки; так на 53-му Міжнародному кінофестивалі у Чикаго фільм було представлено як україно-чесько-словацька копродукція, а на 18-ому Міжнародному кінофестивалі в Аррасі фільм було представлено як стрічку виключно словацького виробництва.
Внизу перераховані найзначущіші кінофестивалі де було представлено фільм:
| Список нагород та номінацій                     | Список нагород та номінацій | Список нагород та номінацій                     | Список нагород та номінацій | Список нагород та номінацій | Список нагород та номінацій |
| Кінопремія                                      | Рік                         | Категорія                                       | Номінант(и)                 | Результат                   | Дж                          |
| ----------------------------------------------- | --------------------------- | ----------------------------------------------- | --------------------------- | --------------------------- | --------------------------- |
| 52-й Міжнародний кінофестиваль у Карлових Варах | 2017                        | Кришталевий глобус                              | Межа                        | Номінація                   | [ 11 ] [ 12 ] [ 13 ]        |
| 52-й Міжнародний кінофестиваль у Карлових Варах | 2017                        | Приз за найкращу режисерську роботу             | Петер Беб'як                | Перемога                    | [ 11 ] [ 12 ] [ 13 ]        |
| 53-й Міжнародний кінофестиваль у Чикаго         | 2017                        | «Золотий Г'юго» за найкращий фільм              | Межа                        | Номінація                   | [ 48 ] [ 51 ] [ 52 ]        |
| 53-й Міжнародний кінофестиваль у Чикаго         | 2017                        | «Срібна таріль» за найкраще художнє оформлення  | Вацлав Новак                | Перемога                    | [ 53 ] [ 54 ]               |
| 27-й Міжнародний кінофестиваль в Коттбусі       | 2017                        | Головний приз за найкращий повнометражний фільм | Межа                        | Номінація                   | [ 55 ] [ 56 ]               |
| 18-й Міжнародний кінофестиваль в Аррасі         | 2017                        | Гран-прі «Золотий атлас»                        | Межа                        | Перемога                    | [ 57 ] [ 58 ] [ 49 ]        |
| 18-й Міжнародний кінофестиваль в Аррасі         | 2017                        | Приз Молодого журі за найкращий фільм           | Межа                        | Перемога                    | [ 57 ] [ 58 ] [ 49 ]        |
| Премія «Сонце в не́воді» (Словаччина)            | 6.04.2018                   | Найкращий фільм                                 | Межа                        | Перемога                    | [ 59 ]                      |
| Премія «Сонце в не́воді» (Словаччина)            | 6.04.2018                   | Найкращий режисер                               | Петер Беб'як                | Перемога                    | [ 59 ]                      |
| Премія «Сонце в не́воді» (Словаччина)            | 6.04.2018                   | Найкращий актор у головній ролі                 | Томаш Машталір              | Перемога                    | [ 59 ]                      |
| Премія «Сонце в не́воді» (Словаччина)            | 6.04.2018                   | Найкращий актор другого плану                   | Андрей Гриц                 | Номінація                   | [ 59 ]                      |
| Премія «Сонце в не́воді» (Словаччина)            | 6.04.2018                   | Найкраща акторка другого плану                  | Крістіна Канатова           | Номінація                   | [ 59 ]                      |
| Премія «Сонце в не́воді» (Словаччина)            | 6.04.2018                   | Найкращий оператор                              | Мартін Зіаран               | Номінація                   | [ 59 ]                      |
| Премія «Сонце в не́воді» (Словаччина)            | 6.04.2018                   | Найкращий монтаж                                | Марек Кралевський           | Перемога                    | [ 59 ]                      |
| Премія «Сонце в не́воді» (Словаччина)            | 6.04.2018                   | Найкращий звук                                  | Віктор Кривосудський        | Перемога                    | [ 59 ]                      |
| Премія «Сонце в не́воді» (Словаччина)            | 6.04.2018                   | Найкраща музика до фільму                       | Славо Солович               | Перемога                    | [ 59 ]                      |
| Премія «Сонце в не́воді» (Словаччина)            | 6.04.2018                   | Найкращий дизайн                                | Марек Краловський           | Номінація                   | [ 59 ]                      |
| Премія «Сонце в не́воді» (Словаччина)            | 6.04.2018                   | Найкращий грим                                  | Міхаела Кіцкова             | Номінація                   | [ 59 ]                      |
| Премія «Сонце в не́воді» (Словаччина)            | 6.04.2018                   | Найкращі декорації                              | Вацлав Новак                | Номінація                   | [ 59 ]                      |
| Премія «Золота дзиґа»                           | 20.04.2018                  | Найкраща акторка другого плану                  | Римма Зюбіна                | Номінація                   | [ 60 ]                      |
| Премія «Золота дзиґа»                           | 20.04.2018                  | Премія глядацьких симпатій                      | Межа                        | Номінація                   | [ 60 ]                      |